# Amtshaus (Merkendorf)
Das Amtshaus, vollständiger Name Amtshaus des markgräflichen Vogtes des Klosters Heilsbronn, ist ein zweigeschossiger gelb verputzter Eckbau mit Halbwalmdach in der Hauptstraße 8, Ecke Marktplatz der Stadt Merkendorf im Fränkischen Seenland (Mittelfranken) und steht unter Denkmalschutz.

## Bau
Das Gebäude ist im Kern mittelalterlich und wurde mehrfach umgebaut, sodass Bauformen des 18. und 19. Jahrhunderts sichtbar sind. Es wurde ursprünglich für den Vogt des Klosters Heilsbronn errichtet. Später war es der Sitz des Vogtes des Fürstentums Ansbach.